# Helictotrichon aetolicum
Helictotrichon aetolicum är en gräsart som först beskrevs av Karl Heinz Rechinger, och fick sitt nu gällande namn av Josef Holub. Helictotrichon aetolicum ingår i släktet Helictotrichon och familjen gräs. Inga underarter finns listade i Catalogue of Life.